# Donaldson (Minnesota)
Donaldson é uma cidade localizada no estado americano de Minnesota, no Condado de Kittson.

## Demografia
Segundo o censo americano de 2000, a sua população era de 41 habitantes.
Em 2006, foi estimada uma população de 37, um decréscimo de 4 (-9.8%).

## Geografia
De acordo com o United States Census Bureau tem uma área de
2,1 km², dos quais 2,1 km² cobertos por terra e 0,0 km² cobertos por água. Donaldson localiza-se a aproximadamente 252 m acima do nível do mar.

## Localidades na vizinhança
O diagrama seguinte representa as localidades num raio de 24 km ao redor de Donaldson.